# Trapianto di cuore
Un trapianto di cuore è la sostituzione di un cuore malato con uno sano prelevato da un donatore.

## Storia
La fase sperimentale del trapianto di cuore inizia nel 1905 con Carrel Guthrie, che operò un trapianto cardiaco eterotopico da cane a cane. Nel 1960 Lower e Shumway descrivono il primo trapianto cardiaco ortotopico nell'animale.
Il primo trapianto di cuore al mondo fu eseguito il 3 dicembre 1967 dal chirurgo sudafricano Christiaan Barnard all'ospedale Groote Schuur di Città del Capo, su Louis Washkansky, di 55 anni, che morì 18 giorni dopo. La donatrice fu una ragazza di 25 anni, Denise Darvall, morta in seguito a un incidente stradale. Il 2 gennaio 1968 lo stesso professor Barnard eseguì il secondo trapianto cardiaco sul dentista Philip Bleiberg, che visse con il cuore nuovo per 19 mesi.
Nel 1968 iniziò il programma clinico a Stanford per la ricerca sui trapianti di cuore, mentre è del 1972 l'introduzione della biopsia endocardica per il monitoraggio del rigetto acuto. Il primo ritrapianto di cuore è stato effettuato nel 1975 e, nel 1980, viene introdotta la ciclosporina come farmaco antirigetto.
Per la prima volta un cuore di un maiale è stato trapiantato con successo in un paziente nel gennaio 2022 all'Ospedale dell'Università del Maryland, negli Stati Uniti d'America.
Nel secondo decennio del XXI secolo si sono diffusi i primi trapianti di cuore con tecnica DCD, vale a dire a cuore fermo dopo l'accertamento di un arresto cardiaco. Al 2023, le tecniche di riperfusione più all’avanguardia consentono finalmente di recuperare le funzionalità del cuore anche dopo 20 minuti.
L'11 dicembre 2024 è stato eseguito a Padova il primo trapianto a cuore battente: l'organo è stato prelevato dal donatore senza fermarlo e inserito in un macchinario per la perfusione ex vivo dove il cuore ha continuato a battere senza fermarsi fino all'impianto nel ricevente.

## Indicazioni
La scelta del momento del trapianto deve prendere in considerazione più elementi. Non è giusto operare pazienti poco disturbati o al contrario procrastinare il trapianto per lungo tempo così da rischiare di incorrere in un danno epatico o renale irreversibile o, ancora, di incorrere in una "cachessia cardiaca", che conduce generalmente al decesso del paziente.

### Indicazioni cliniche
L'indicazione clinica è rappresentata da cardiopatia in fase terminale per la quale non vi sia spazio né per la terapia medica, né per la terapia chirurgica tradizionale, e per la quale l'aspettativa di vita sia inferiore a 6-12 mesi, in un paziente con età anagrafica e fisiologica inferiore a 60 anni non gravato da altre malattie sistemiche.

### Indicazioni patologiche
Le indicazioni patologiche considerano malattie cardiache che compromettono irreversibilmente la funzionalità muscolare ventricolare e quindi la contrattilità:
- cardiomiopatie primitive (dilatativa, restrittiva o ipertrofica aritmogenica)
- cardiomiopatie secondarie (ischemia, malattie valvolari con coinvolgimento della funzionalità contrattile, neoplastica senza metastasi e senza recidive per almeno 5 anni, post-chemioterapica)
- cardiomiopatie congenite complesse (caratterizzate da ipertrofia e fenomeni disritmici, ad es. la Sindrome di Null).

### Indicazioni emodinamiche
Le indicazioni emodinamiche rappresentano i parametri emodinamici presenti senza supporto farmacologico/emodinamico necessari per valutare la compromissione dei circoli.
L'indice cardiaco indica la portata in riferimento al tempo ed alla superficie corporea (Q/superficie corporea). Valore normale: 3,1 l/min/m^2. Valore patologico: < 2,5 l/min/m^2.
La frazione di eiezione è un indice della contrattilità e si può valutare con ecocardiografia, scintigrafia e ventricolografia cardiaca. Valore normale: 50-60%. Valore patologico: <25%.
La pressione di incuneamento polmonare (WP, Wedge Pressure) rappresenta la pressione capillare polmonare espressione della pressione in atrio sinistro --> pressione telediastolica ventricolare (PTDV). Valore normale: 12 mmHg. Valore patologico: >25 mmHg.
La resistenza vascolare polmonare (RVP) è l'altro parametro di cui bisogna tener conto in quanto, se il paziente che deve essere trapiantato presenta elevata RVP, il lavoro del suo ventricolo destro è ostacolato (con facile scompenso del ventricolo destro).

### Indici di valutazione del circolo polmonare
La RVP viene definita in unità Wood (UW) ed è data dalla differenza tra la pressione media nell'arteria polmonare e la pressione capillare polmonare rapportate alla portata cardiaca (P1 - P2 / Q). Il valore di UW è direttamente proporzionale alle resistenze polmonari. Se RVP è elevata (>2,5 UW) eseguo test farmacologico con farmaci vasodilatatori polmonari allo scopo di valutare il valore della RVP, la sua stabilità e la sua flessibilità.
Il limite invalicabile secondo cui non si può eseguire soltanto un trapianto di cuore, ma è necessario associarlo a trapianto di polmoni, è 6 UW.
- 0,1-2 UW: nessun problema di incompatibilità emodinamica con il ventricolo destro del donatore
- 2-4 UW (body size match): accurata scelta del donatore. Il peso del donatore non deve essere inferiore a quello del ricevente.
- 4-6 UW: è necessario ricorrere a particolari accorgimenti.
  - Occorre reperire un cuore di dimensioni maggiori appartenente ad un donatore di peso superiore a quello del ricevente.
  - Si effettua un trapianto eterotopico affiancando il cuore sano a quello malato così da ottenere sinergismo funzionale contrattile per vincere la RVP.
  - Si esegue un trapianto domino, secondo cui il paziente con elevata RVP riceve il blocco cuore-polmoni e consegna il suo cuore ad un altro ricevente con RVP elevate ma non severe.
- > 6 UW. È necessario il trapianto cuore-polmoni.

Il GTP (gradiente transpolmonare) è la differenza tra la pressione media dell'arteria polmonare e la pressione dei capillari polmonari espresse in mmHg.
La pressione sistolica dell'arteria polmonare ha valori normali vicini a 25 mmHg.

## Controindicazioni

### Controindicazioni assolute
Sono condizioni che aumentano il rischio operatorio o a priori pregiudicano il risultato dell'intervento.
- Infezioni sistemiche in fase attiva (il rischio è aumentato soprattutto se non è individuato l'agente responsabile o se non è stabilita una terapia antibiotica specifica ed efficace. Se l'infezione è polmonare, il trapianto è possibile solo se l'infezione non è in fase attiva, ma in via di risoluzione. Se l'infezione coinvolge altri distretti (cute, vie urinarie) non c'è una vera e propria controindicazione poiché essa è aggredibile localmente. Il trapianto è sconsigliato nei pazienti sieropositivi per l'HIV o con epatite cronica attiva HBV/HCV).
- Diabete mellito insulino dipendente scompensato (oggi non è considerata una vera e propria controindicazione assoluta, a patto che siano assenti le sue complicanze: retinopatia, neuropatia, nefropatia, microangiopatia periferica)
- Neoplasie maligne negli ultimi 5 anni (non è una controindicazione assoluta se la neoplasia è stata trattata e guarita, non presentando recidiva o metastasi da almeno 5 anni)
- Malattie sistemiche con una limitata prognosi (ad esempio, l'amiloidosi. Tuttavia, non è una controindicazione se si dimostra che l'interessamento è esclusivamente cardiaco).
- Collagenopatie vascolari sistemiche
- RVP aumentata (vedi paragrafo precedente)
- Compliance inadeguata del paziente

### Controindicazioni relative
- Età: viene presa in considerazione un'età di 65 anni come limite. Occorre prestare particolare attenzione alle vasculopatie asintomatiche e alle neoplasie.
- Infarto polmonare recente (ultime 6 settimane): è frequente nel paziente con scompenso cardiaco (come nella cardiomiopatia dilatativa) poiché è facile l'instaurarsi di trombi.
- Patologie dell'apparato digerente: in caso di ulcera peptica il trapianto è possibile ma solo dopo trattamento farmacologico. La presenza di rettocolite ulcerosa, diverticolosi del colon, la malattia di Crohn e poliposi intestinale fa sconsigliare il trapianto proprio perché l'utilizzo della terapia steroidea post-intervento aumenta il rischio di perforazione intestinale. In alternativa si può ricorrere ad una terapia immunosoppressiva non steroidea.
- Patologia vascolare periferica cerebrale: frequentemente negli anziani vengono interessati i tronchi sovraortici, l'aorta addominale, le arterie renali, le arterie mesenteriche e l'asse iliaco-femorale. La valutazione del paziente va effettuata con panangiografia digitalizzata (soprattutto se con età >50 anni). Il trapianto non è possibile se è presente vasculopatia diffusa.
- Insufficienza renale (se è una patologia di tipo primario, si può ricorrere al doppio trapianto cuore-rene; se è secondaria a bassa portata per scompenso cardiaco, non c'è controindicazione al trapianto ed occorre effettuare dialisi intraoperatoria e perioperatoria)
- Insufficienza epatica (se consiste in un'epatopatia cronica irreversibile primaria non infettiva, bisogna effettuare un doppio trapianto; se è secondaria a stasi per cardiopatia, nessuna controindicazione al trapianto)
- Alcolismo
- Malattia e instabilità mentali non dovute all'attesa del trapianto (oligofrenia, schizofrenia, depressione)
- Ipertensione arteriosa: occorre stabilire la causa eziologica (ad es. se la causa è renale, occorre praticare un doppio trapianto), valutare i danni dell'ipertensione a livello vascolare e centrale, valutare la risposta alla terapia medica (la ciclosporina è controindicata in presenza di ipertensione).

## Caratteristiche del donatore
- Il paziente deve essere dichiarato morto (morte cerebrale ovvero almeno 6 ore di EEG piatto, assenza di riflessi truncali e Test dell'Apnea positivo per assenza di respirazione autonoma)
- Funzione cardiaca eccellente (assenza di patologie pregresse o di traumi cardiaci, assenza di gravi turbe del ritmo, assenza di ipotensione marcata e prolungata)
- Arresto cardiaco non superiore a 15 minuti
- Supporto catecolaminico con dopamina non superiore a 10 µg/kg/min
- Assenza di sepsi, tossicosi e avvelenamento

Gli ultimi 4 punti sono da considerarsi discutibili.
Non esiste nessuna limitazione di età (viene privilegiata la funzionalità d'organo).

### Accertamenti sul donatore ideale
- ECG
- Ecocardiogramma: adeguata funzionalità cardiaca (FE > 50%)
- RX torace (assenza di grossolani difetti vascolari)
- Coronarografia con età >50 anni
- Test di laboratorio (emocromo, test della coagulazione del sangue, curva glicemica, indici di funzionalità epatica e renale)
- Test enzimatici
- Supporto inotropico accettabile (dopamina < 10 µg/kg/min)
- Ispezione diretta di asinergie di contrazione o anomalie anatomiche, soprattutto a carico delle coronarie)
- Palpazione (assenza di lesioni coronariche: se c'è una lesione monovasale, a seconda dei centri di solito si fa un bypass dopo il trapianto, una dilatazione con palloncino oppure il posizionamento di stent a pochi giorni dall'intervento. La lesione trivasale non permette il trapianto.)
- Esofagogastroduodenoscopia ed ecografia dell'addome

Per incrementare il numero dei trapianti, recentemente è stata data la possibilità di utilizzare alcune categorie di donatori (HBV e HCV positivi) in riceventi affetti dalla stessa patologia o immunizzati contro di essa.
È da sottolineare come il donatore di cuore sia solitamente un donatore multiorgano.

## Criteri di compatibilità tra ricevente e donatore
- Affinità del sistema AB0
- Assenza di linfotossicità donatore-specifica (cross-match linfocitario negativo)
- Compatibilità dimensionale (la massima differenza di dimensione accettabile è più o meno 20%)

## Trapianto

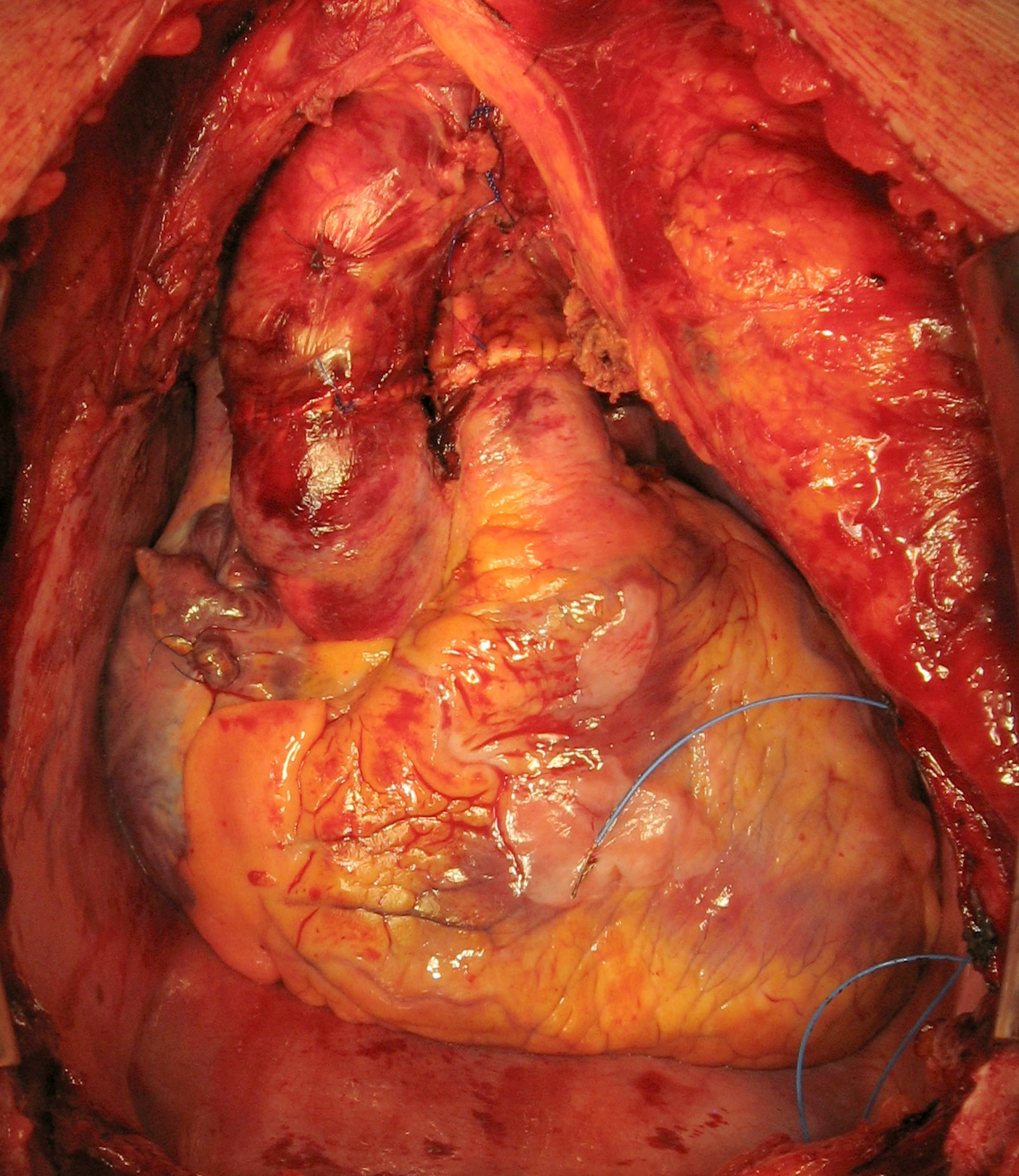
Cuore trapiantato

### Trapianto ortotopico
Si devono considerare 4 momenti:
- cardiectomia del donatore
- modalità di protezione dell'organo durante il trasporto
- cardiectomia del ricevente
- trapianto vero e proprio

#### Cardiectomia del donatore
Si comincia con una sternotomia mediana longitudinale con pericardiectomia con lo scopo di esporre il cuore ed eseguire l'esplorazione così da valutare la contrattilità ventricolare e le condizioni delle coronarie.
Segue la rimozione del catetere venoso centrale (dalla vena giugulare esterna) e l'isolamento tramite clampaggio della vena cava superiore, che viene anche sezionata. Vengono poi clampate la vena cava inferiore, il tronco venoso brachiocefalico, le vene azygos, l'aorta ascendente, l'arco aortico e le vene polmonari (in corrispondenza delle biforcazioni). Alla chiusura dell'aorta, inizia l'infusione della soluzione cardioplegica fredda di conservazione (1500-2000 cc) dall'aorta ascendente, che si accumula nel circolo coronarico. L'organo è quindi raffreddato topicamente con ghiaccio.
È sezionata l'aorta prima dell'origine del tronco brachio-cefalico e dopo l'insorgenza della 
vena succlavia. Sono sezionate le arterie polmonari destre e sinistre (a livello della biforcazione) per avere la massima lunghezza del tronco comune e dell'arteria polmonare. È sezionata completamente la vena cava inferiore.
È lussato il massiccio ventricolare verso l'alto e sezionate le vene polmonari all'emergenza del pericardio.
Si prosegue con l'asportazione dell'organo previo isolamento di rene, pancreas e fegato.
La fase di preparazione dell'organo donato prima del trapianto prevede la preparazione della cuffia atriale sinistra mediante la sezione allo sbocco delle vene polmonari in atrio sinistro (margine di sutura unico), la separazione della vena cava superiore e delle arterie polmonari, la separazione delle arterie polmonari e dell'aorta ascendente, la biopsia endomiocardica del ventricolo sinistro.

#### Trasporto dell'organo
Il trasporto dell'organo non può durare più di 4-5 ore (dal clampaggio dell'aorta ascendente) ed il cuore da trapiantare va raffreddato con ghiaccio ed immerso in una sostanza cardioplegica, ipotermica e iperpotassica. Appena prelevato, è messo in un sacchetto sterile con 1000 cc di ringer acetato a 4 °C, posto dentro ad un altro sacchetto identico, ad un ulteriore sacchetto sterile di fisiologica a 4° ed infine in una borsa termica non sterile con ghiaccio. In questo modo si mantiene la temperatura dell'organo a 4-10 °C.
Gli obiettivi della procedura sono l'ottimale preservazione dell'organo in difesa dall'ischemia e la minimizzazione dei rischi infettivi.

#### Cardiectomia del ricevente
Sul ricevente si esegue una sternotomia mediana. Dopo esposizione del cuore, si installa la circolazione extracorporea inserendo le cannule nelle vene cave e nella aorta discendente.
Si inizia sezionando l'atrio destro presso la giunzione atrio-ventricolare destra. Si prosegue con la resezione dell'aorta ascendente, con la resezione dell'arteria polmonare, con la resezione dell'atrio sinistro a livello del solco atrio-ventricolare sinistro e con la resezione del setto interatriale.
Dopo questi procedimenti rimane la radice dell'aorta ascendente, la radice dell'arteria polmonare, la parete posteriore dell'atrio sinistro con gli orifizi delle quattro vene polmonari, la porzione postero-laterale dell'atrio destro con gli sbocchi delle vene cave e l'impianto del setto interatriale.

#### Impianto
Il trapianto vero e proprio inizia suturando il margine auricolare dell'atrio sinistro fino a raggiungere il setto interatriale inferiore. Per l'impianto dell'atrio destro bisogna eseguire un accorgimento creando una cuffia di fissaggio incidendo la vena cava inferiore in direzione dell'auricola dell'atrio destro. A questo punto si può chiudere l'atrio: si fissa il moncone dell'arteria polmonare, si fissa infine il moncone aortico.
Infine, si esce dalla CEC e si provvede alla debullazione e al declampaggio aortico. La ripresa funzionale è spontanea oppure artificiale tramite defibrillazione.

### Trapianto eterotopico
Il cuore del donatore viene suturato sulla parte destra del cuore del ricevente che rimane in sito. Si può ricorrere al trapianto eterotopico (organo da trapiantare in parallelo al cuore malato) ad esempio quando l'organo del donatore è troppo piccolo. Tuttavia, questa rappresenta un'eventualità rara.
Indicazioni al trapianto eterotopico:
- differenza tra le dimensioni dei due organi
- RVP moderatamente elevate
- possibilità del mantenimento del cuore nativo

Controindicazioni al trapianto eterotopico:
- valvulopatie
- trombosi atriale e/o ventricolare
- angina invalidante
- aritmie ventricolari maligne

#### Cardiectomia del donatore
Due accorgimenti:
- prelevare un lungo segmento di vena cava superiore
- sezionare l'aorta a livello dell'arco, onde disporre di un lungo segmento

#### Trapianto vero e proprio
Si bypassa il ventricolo sinistro del donatore con il ventricolo sinistro del ricevente. Poi, sono anastomizzati gli atri sinistri, le vene cave superiori, l'aorta e le arterie polmonari tramite protesi.
Il cuore è collocato nell'emitorace destro appoggiato direttamente su emidiaframmi.

## Complicazioni

### Immunologiche
Il rigetto è la risposta biologica dell'organismo quando l'organo trapiantato viene riconosciuto come estraneo.
Distinguiamo diverse forme di rigetto in base alla cronologia di comparsa e la gravità:
- iperacuto
- acuto
- cronico

#### Rigetto iperacuto
Si presenta a poche ore dal trapianto ed è espressione di una precedente immunizzazione del ricevente nei confronti dell'organo trapiantato: unico trattamento è il ritrapianto.
Vengono rilasciati anticorpi IgM e IgG contro Ag-MHC presenti sulle membrane delle cellule dell'endotelio del graft. Istologicamente si verifica quel fenomeno detto "graft necrosis" caratterizzato da
- necrosi della parete endoteliale con trombosi del microcircolo coronarico
- ischemia ed edema diffuso
- infiltrato mononucleato
- emorragia dei capillari e delle arteriole entro poche ore dal decesso

#### Rigetto acuto
Il rigetto acuto cellulare si presenta da pochi giorni fino ad un anno dal trapianto dovuto a una reazione immunitaria cellulo-mediata T-dipendente. Istologicamente, si mostra con un'infiltrazione di cellule mononucleate sia a livello interstiziale sia a livello vascolare. Nel graft si manifestano edema, miocitolisi, trombosi ed emorragia. Il trattamento è effettuato con steroidi e terapia linfolitica.
Il rigetto acuto umorale si presenta entro i primi 15 giorni dal trapianto. È dovuto ad un'eccessiva attivazione dei linfociti B e vengono rilasciati anticorpi IgM ed IgG di produzione plasmacellulare. Il trattamento prevede plasmaferesi per eliminare gli anticorpi dal plasma, la somministrazione di ciclofosfamide e nei casi gravi il ritrapianto. Nel graft si manifestano necrosi endoteliale, edema e miocitolisi.
Dal punto di vista clinico si osserva un severo risentimento emodinamico con segni costituzionali, segni di irritabilità cardiaca (frequenza cardiaca maggiore di 120 bpm, flutter e fibrillazione atriale, versamento pericardico, nonché segni e sintomi di disfunzione cardiaca (affaticamento, dispnea da sforzo, ortopnea, epatomegalia, edemi declivi).

#### Rigetto cronico
Si presenta a partire dal sesto mese dal trapianto e la sua incidenza aumenta col passare del tempo. È ad inizio subdolo e grave: nonostante si manifesti come coronaropatia, il dolore anginoso non è presente nel trapiantato poiché il cuore trapiantato è completamente denervato. Contribuiscono alla eziopatogenesi del rigetto cronico sia fattori immunologici, sia la coesistenza di infezione da citomegalovirus (CMV), iperlipidemia, età del donatore, ischemia miocardica e patologie cardiache del cuore donato.
In questo tipo di rigetto si verifica un danno intimale vascolare coronarico consistente in un quadro di aterosclerosi coronarica accelerata con attivazione dei fattori di coagulazione sulla parete endoteliale, attivazione del complemento, aggregazione piastrinica, migrazione e proliferazione dei miociti. La lesione è mediata da endoteliociti. È una lesione diffusa e spesso riguarda l'aorta del donatore, l'arteria polmonare e i loro vasa vasorum. Dal punto di vista miocardico, è privilegiato il danno in posizione intramurale.
Il rigetto cronico è responsabile del 36% di morte al primo anno e causa il 60% dei ritrapianti. Migliore è il matching HLA tra donatore e ricevente, minore è la mortalità precoce e tardiva. I pazienti che non manifestano coronaropatie hanno alte probabilità di sopravvivenza rispetto ai coronaropatici.
Nei casi di coronaropatia post-rigetto cronico difficilmente trattabili con il cambio della terapia immunosoppressiva, si può attuare una PCI (rivascolarizzazione percutanea) oppure un intervento di by-pass aortocoronarico. Se c'è disponibilità, il ritrapianto cardiaco è considerata un'opzione ottimale.

#### Grading del rigetto cardiaco
Esiste una stadiazione internazionale del rigetto che tiene conto dei gradi di intensità. La stadiazione viene stabilita eseguendo delle biopsie endomiocardiche seriate. Pertanto riconosciamo:
- rigetto lieve. È quasi costantemente presente, è fisiologico e non prevede trattamento. Si manifesta con presenza di infiltrati focali perivascolari ed interstiziali di linfociti senza danno cellulare.
- rigetto moderato. Si manifesta con presenza di infiltrati focali di linfociti di taglia maggiore senza danno cellulare (di tipo A) oppure con infiltrato plurifocale di linfociti di taglia maggiore (eosinofili) con danno cellulare (di tipo B).
- rigetto severo. Si manifesta con presenza di infiltrato di eosinofili e di polimorfonucleati, con edema interstiziale, con emorragia da rottura dei vasi del microcircolo ed infine necrosi miocitaria e danno cellulare.
- rigetto riparativo. Rigetto in cui è presente un quadro istologico più favorevole dopo la biopsia successiva ad un rigetto.

#### Monitorizzazione del rigetto
Nell'era della profilassi con ciclosporina, i segni clinici sono rari e tardivi, per cui è importante effettuare una monitorizzazione accurata:
- ECG. Fornisce scarsi dati. Al limite è segnalabile la fibrillazione atriale o un abbassamento dei voltaggi.
- Ecodoppler. Mette in evidenza un possibile versamento pericardico, la riduzione della contrattilità, l'ispessimento della parete, il rilasciamento ventricolare sinistro e la misura dei flussi.
- Rx torace. Mostra l'ingrandimento dell'ombra cardiaca.
- Esame citoimmunologico. Studia le popolazioni linfocitarie, in particolare il rapporto T4/t8 che potrebbe risultare aumentato.
- Biopsia endomiocardica. Si esegue tramite inserimento dalla vena giugulare interna fino al ventricolo destro.
- Emodinamica.

La diminuita sensibilità e il minore valore predittivo di esami diagnostici tradizionali (ECG, ecostress) fanno dell'ecografia intravascolare e della coronarografia i principali strumenti di diagnosi.

### Neoplastiche
L'incidenza dei tumori è del 9,8% nei pazienti trapiantati (rispetto allo 0,6 nella popolazione generale) a causa della terapia immunosoppressiva.
- 56% tumori solidi
- 26% tumori linfoproliferativi (PTLD)
- 9% tumori cutanei
- 9% sarcoma di Kaposi

HHV8 ed EBV sono legati al sarcoma di Kaposi e alle PTLD.

### Emodinamiche
Le complicanze emodinamiche comprendono la vasculopatia polmonare con scompenso destro e l'insufficienza cardiaca.

### Infettive
Le infezioni sono una complicanza legata alla terapia immunosoppressiva e sono più frequenti nei primi 6 mesi (con picco al primo mese). Frequentemente coinvolti sono i batteri nosocomiali (stafilococchi), i miceti, il CMV ed i germi opportunistici quali lo Pneumocistis Carinii. Il Toxoplasma Gondii rappresenta un grave problema nei mismatch negativi con donatori positivi.
A un anno dal trapianto il 40% dei pazienti ha subito almeno un'infezione maggiore e più dell'80% almeno un'infezione minore.

### Renali
L'insufficienza renale che può comparire è legata al trattamento con inibitori della calcineurina. I pazienti più suscettibili sono quelli che presentano fattori di rischio aggiuntivi, quali l'ipertensione e il diabete. È bene sostituire i farmaci nel momento in cui la situazione renale va peggiorando.

### Endocrinologiche
A causa della terapia immunosoppressiva con steroidi e inibitori della calcineurina, si può sviluppare un'intolleranza al glucosio che esita in diabete mellito. È più frequente se il paziente ha più di 40 anni, è obeso, ha una sottostante intolleranza al glucosio ed è sieropositivo per CMV.

### Vascolari
L'ipertensione arteriosa compare nel 40-90% dei pazienti ed è causata dagli inibitori della calcineurina per stimolazione simpatica, effetti neuroormonali ed effetti vascolari diretti sul circolo renale.

## Profilassi

### Terapia immunosoppressiva
Ci sono tre momenti fondamentali della terapia immunosoppressiva.
La terapia perioperatoria è effettuata generalmente con steroidi ad alte dosi, terapia anticorpale per 1-2 settimane e dosi elevate di immunosoppressori di mantenimento.
La terapia di mantenimento, proseguita indefinitamente, è classicamente composta da ciclosporina, azatioprina e prednisone.
La terapia degli episodi di rigetto acuto comprendi differenti schemi di trattamento, ancora oggetto di studi approfonditi.
La ciclosporina A agisce interferendo con la sintesi di interleuchina 2, prodotta dai linfociti T helper, a seguito del legame con la fosfatasi calcineurina. È un farmaco epatotossico, neurottossico (SNP) e nefrotossico, oltreché può dare iperplasia gengivale. Le dosi del farmaco vengono stabilite in base alle risposte che si ottengono.
La dose preoperatoria varia (per os) da 2 a 6 mg/kg di peso in relazione alla funzionalità renale (valutata tramite la creatininemia). Dopo l'intervento, si cerca di mantenere nel primo mese una concentrazione plasmatica pari a 280-360 ug/ml e dopo il primo mese tra 80-160 ug/ml. Oggi si tende a non somministrare più la ciclosporina con una dose di carica per evitare numerosi effetti collaterali, primo fra tutti la nefrotissicità.
L'azatioprina è un antimetabolita che agisce bloccando la sintesi di DNA e di RNA. Quindi, interferendo con la sintesi proteica, impedisce la proliferazione di cellule immunocompetenti. È un farmaco tossico per il midollo osseo e pertanto va monitorata la conta degli elementi figurati del sangue (soprattutto quelli della serie bianca). La dose preoperatoria è di 4 mg/kg. La dose di mantenimento è di 1–2 mg/kg a seconda della conta di globuli bianchi e piastrine.
Si usa metilprednisone per via endovenosa: 500 mg durante l'intervento e 125 mg ogni 8 ore in 3 dosi dopo l'intervento. Dopodiché si passa al prednisone per os (0,2 mg/kg) nel primo mese ed entro la fine del secondo mese 0,1 mg/kg. Gli effetti indesiderati sono il diabete, l'osteoporosi, le sindromi cushingoidi.
Il siero anti-linfocitario annulla l'effetto della popolazione T-linfocitica.
Il tacrolimus è un nuovo macrolide con attività 10-100 volte maggiore di quella della ciclosporina. Attualmente è utilizzato specialmente per il trapianto di fegato e di rene. Ha sia un'attività immunosoppressiva utile nel rigetto acuto, agendo in sinergia con la ciclosporina, sia un'attività anti-proliferativa che limita il rimodellamento vasale ed il rigetto cronico.
Il micofenolato mofetil diminuisce la proliferazione linfocitaria e la risposta anticorpale.

### Farmaci anti-CMV
Ganciclovir